# Stenocaropsis similis
Stenocaropsis similis is een eenoogkreeftjessoort uit de familie van de Cylindropsyllidae. De wetenschappelijke naam van de soort is voor het eerst geldig gepubliceerd in 1989 door Cottarelli & Venanzetti.